# Marcello Gamberini
Marcello Gamberini (Cesena, 10 ottobre 1961) è un ex calciatore italiano, di ruolo centrocampista.

## Carriera

### Club
Ha giocato nella Serie A italiana con la maglia del Bologna e nella Super League svizzera nelle file del Basilea.

### Nazionale
Conta 3 presenze con la Nazionale di calcio dell'Italia Under-20.